# Chrysogaster texana
Chrysogaster texana là một loài ruồi trong họ Ruồi giả ong (Syrphidae). Loài này được Shannon mô tả khoa học đầu tiên năm 1916. Chrysogaster texana phân bố ở miền Tân bắc